# Présidence d'Andrew Johnson
17e président des États-Unis
Présidence d'Abraham Lincoln Présidence de Ulysses S. Grant
La présidence d'Andrew Johnson débuta le 15 avril 1865, à la mort du président Abraham Lincoln, et prit fin le 4 mars 1869. Andrew Johnson était alors vice-président des États-Unis depuis seulement 42 jours quand il accéda à la présidence. Membre du Parti démocrate avant la guerre de Sécession, il avait été choisi comme colistier de Lincoln en 1864 sur le ticket de l'Union nationale, avec l'appui des républicains et d'une partie des démocrates qui soutenaient l'effort de guerre. Sa présidence fut dominée par les conséquences de la guerre. Le républicain Ulysses S. Grant lui succéda à la Maison-Blanche.
Johnson, qui était lui-même du Tennessee, favorisa la reconstruction rapide des États sudistes sécessionnistes. Il mit en œuvre sa propre forme de reconstruction par une série de proclamations ordonnant à ces États d'organiser des congrès et des élections pour refonder leurs gouvernements civils. Ses plans ne protégeaient pas suffisamment les anciens esclaves et il entra en conflit avec le Congrès dominé par les républicains radicaux. Les États du Sud élurent plusieurs de leurs anciens dirigeants et adoptèrent des codes noirs privant les affranchis de nombreuses libertés civiles. Le Congrès refusa d'accueillir les législateurs de ces États et créa des districts militaires pour les administrer. Johnson mit son veto mais le Congrès passa outre par un vote à la majorité qualifiée, établissant un climat conflictuel pour le reste de sa présidence. 
Le Congrès proposa le quatorzième amendement à la Constitution qui fut ratifié en 1868. Alors que le conflit avec l'exécutif s'amplifiait, le Congrès vota le Tenure of Office Act pour empêcher le président de démettre un membre de son cabinet sans l'accord du Sénat. Quand il persista à vouloir renvoyer le secrétaire à la Guerre Edwin Stanton, il fut mis en accusation par la Chambre des représentants, mais évita à une voix près la destitution par le Sénat. En politique étrangère, la présidence de Johnson permit l'achat de l'Alaska et vit la fin de l'intervention française au Mexique. 
Ayant rompu avec les républicains, et ne parvenant pas à créer son propre parti sous la bannière de l'Union nationale, Johnson se présenta à la primaire démocrate de 1868, mais fut battu par Horatio Seymour. Les historiens plus récents classent Johnson parmi les pires présidents américains pour ses affrontements fréquents avec le Congrès, sa forte opposition aux droits civils garantis aux Afro-Américains et son inefficacité générale à la présidence.

## Investiture
Après avoir remporté l'élection présidentielle de 1860 en tant que membre du Parti républicain, le président Abraham Lincoln décida de concourir quatre ans plus tard sous la bannière du Parti de l'Union nationale afin de s'adjuger le vote des démocrates favorables à la poursuite de la lutte contre la Confédération. Si Lincoln n'eut pas de mal à s'imposer comme candidat lors de la convention du parti organisée au mois de juin à Baltimore, son vice-président Hannibal Hamlin fut éconduit du ticket au profit de l'ancien sénateur Andrew Johnson, un démocrate pro-unioniste qui servait alors en qualité de gouverneur militaire du Tennessee. Le scrutin de 1864 se solda par une confortable victoire de Lincoln et de Johnson et ce dernier prêta le serment de vice-président le 4 mars 1865. 

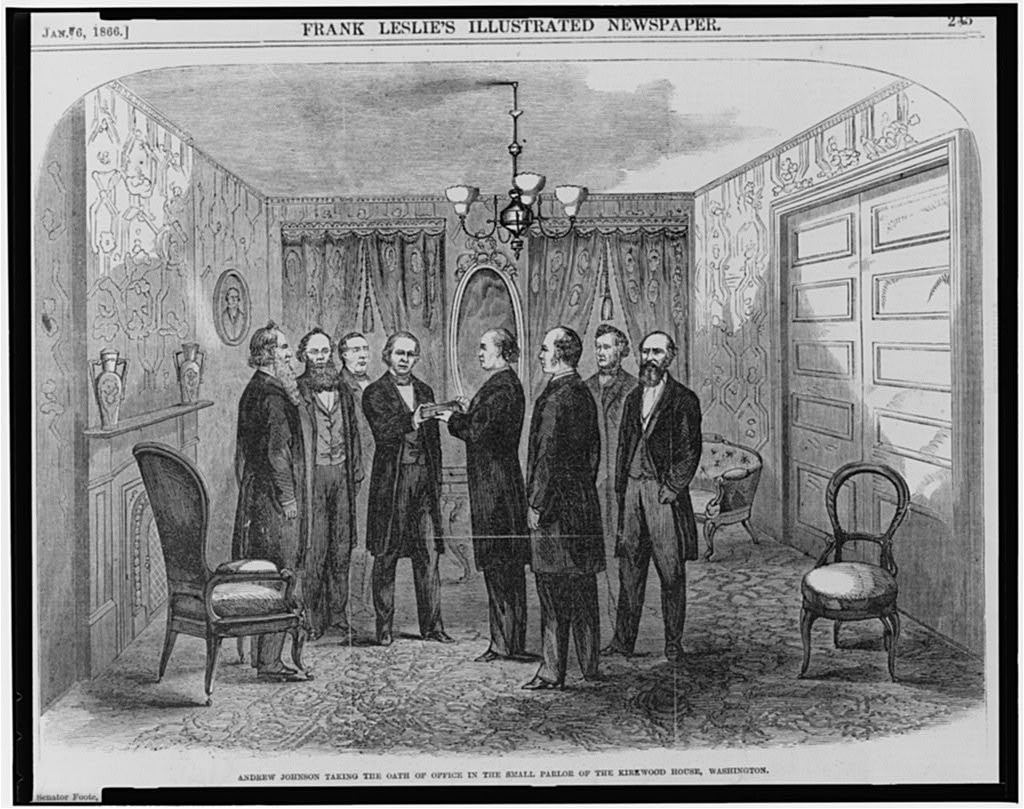
Prestation de serment de Johnson le 15 avril 1865, sous l'autorité du juge en chef Salmon P. Chase et en présence de membres du cabinet.

Le 14 avril suivant, dans la soirée, le président Lincoln fut mortellement blessé par John Wilkes Booth, un sympathisant confédéré. Le tir contre le président faisait partie d'une conspiration visant à assassiner Lincoln, Johnson et Seward. Ce dernier fut grièvement blessé mais survécut tandis que George Atzerodt échoua dans sa tentative contre Johnson, s'étant enivré au lieu d'assassiner le vice-président. Leonard J. Farwell réveilla Johnson dans sa chambre de Kirkwood House pour l'informer que Lincoln avait été abattu au théâtre Ford. Il se précipita au chevet du président où il resta un court moment et promit à son retour, « ils souffriront pour cela. Ils souffriront pour cela ». Lincoln mourut à 7 h 22 et Johnson prêta serment entre 10 et 11 h en présence du juge en chef Salmon P. Chase et de la plupart des membres du cabinet. Son comportement fut décrit comme « solennel et digne » par les journaux. À midi, Johnson présida la première réunion de son administration dans le bureau du secrétaire du Trésor et il reconduisit la totalité de ses membres. Il présida les funérailles de Lincoln à Washington avant que la dépouille du défunt président ne soit envoyée à Springfield pour y être enterrée.
À la demande du procureur général James Speed, Johnson autorisa une commission militaire à traduire en justice les auteurs présumés de l'assassinat de Lincoln. Un procès de six semaines eut lieu qui déboucha sur la condamnation à mort de quatre des accusés. Les circonstances de l'assassinat ont donné lieu à des spéculations sur Johnson et sur l'avenir que lui attribuaient les conspirateurs. Dans le vain espoir de sauver sa vie après sa capture, Atzerodt donna de nombreux détails concernant la conspiration mais ne dit rien pour corroborer l'idée que la tentative prévue contre Johnson n'était qu'une ruse. Les théoriciens du complot indiquent que le jour de l'assassinat, Booth se rendit à Kirkwood House et y laissa un mot à l'intention de Johnson portant l'inscription « Je ne veux pas vous déranger. Êtes-vous chez vous ? [signé] J. Wilkes Booth ». Il est ainsi possible que Booth, craignant qu'Atzerodt ne réussisse pas à tuer Johnson, ou inquiet qu'il n'ait tout simplement pas le courage de l'assassiner, ait voulu par ce message tenter d'impliquer le vice-président dans la conspiration.

## Composition du gouvernement
Lors de sa prise de fonction, Johnson promit de poursuivre la politique de son prédécesseur dont il conserva initialement la totalité du cabinet. Le secrétaire d'État William Henry Seward s'affirma comme l'un des membres les plus influents de la nouvelle administration et Johnson lui laissa toute latitude pour mener une politique étrangère expansionniste. Au début de son mandat, Johnson faisait confiance au secrétaire à la Guerre Edwin M. Stanton pour mener à bien son programme de reconstruction et il avait également une opinion favorable du secrétaire à la Marine Gideon Welles ainsi que du secrétaire au Trésor Hugh McCulloch. Il avait en revanche moins d'estime pour le maître des postes William Dennison, le procureur général James Speed et le secrétaire à l'Intérieur James Harlan.
Harlan, Dennison et Speed démissionnèrent en juin 1866 après la rupture de Johnson avec les républicains du Congrès. Le successeur de Speed, Henry Stanbery, devint l'une des figures les plus importantes du gouvernement mais il démissionna pour défendre Johnson lors de son procès. Johnson suspendit Stanton de ses fonctions en raison de divergence de points de vue au sujet de la Reconstruction et le remplaça provisoirement par le général Ulysses S. Grant. Le président s'entendait mal avec Grant et il proposa le ministère de la Guerre au général William Tecumseh Sherman, qui déclina l'offre, puis à Lorenzo Thomas qui donna son accord. Thomas ne fut cependant jamais officiellement investi et Johnson dut nommer à la place John M. Schofield en guise de compromis avec les républicains modérés.

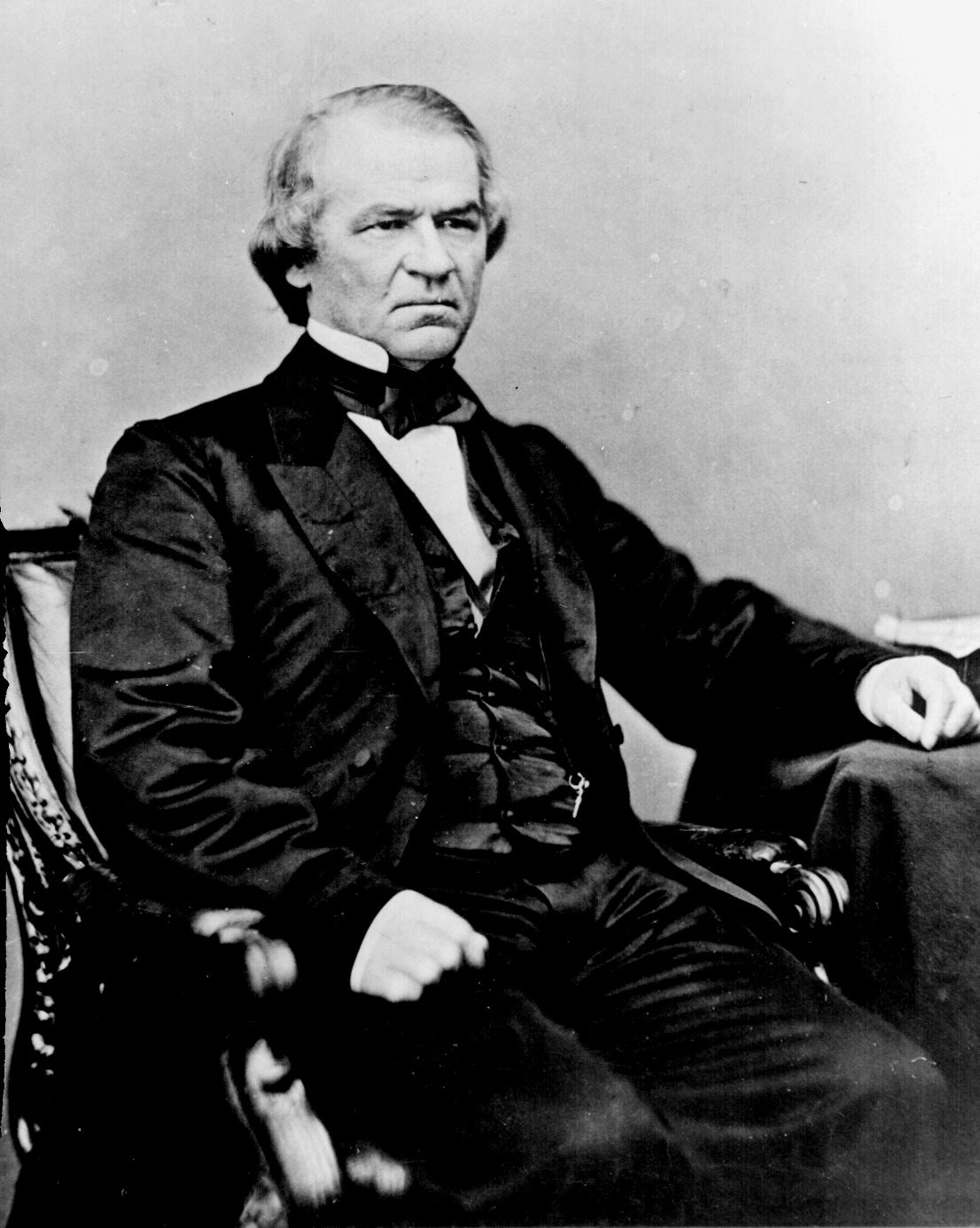
Le président Andrew Johnson, par Mathew Brady.

## Nominations judiciaires
Johnson nomma neuf juges fédéraux durant sa présidence, tous dans des cours fédérales de district. Il ne nomma aucun juge à la Cour suprême. En avril 1866, il choisit Henry Stanbery pour remplacer le juge assesseur John Catron (en) décédé l'année précédente mais le Congrès cherchait à réduire la taille de la Cour. Celle-ci comptait dix juges et le Judicial Circuits Act de 1866 empêcha le remplacement des sièges vacants jusqu'à ce que la cour n'en compte plus que sept. Ainsi James M. Wayne (en) ne fut pas remplacé après son décès en 1867. En 1869, le Judiciary Act ramena le nombre de juges à neuf et reste toujours en vigueur de nos jours. Johnson nomma son ami de Greeneville, Samuel Milligan, à la cour d'appel fédérale où il resta de 1868 jusqu'à sa mort en 1874,.

## Politique intérieure

### Fin de la guerre de Sécession et abolition de l'esclavage
Johnson entra en fonction peu après la reddition du général sudiste Robert E. Lee à Appomatox, mais d'autres armées confédérées continuaient la lutte. Le 21 avril 1865, soutenu par la totalité de son cabinet, il ordonna au général Ulysses S. Grant d'annuler un armistice conclu par le général nordiste William Tecumseh Sherman avec le général confédéré Joseph E. Johnston par lequel les forces sudistes de Caroline du Nord se rendaient en échange du maintien de l'administration de l'État et la protection des propriétés privées. L'accord ne mentionnait pas l'émancipation des esclaves et cela était inacceptable pour Johnson et les membres du cabinet. Le président envoya un message à Sherman pour lui demander d'obtenir la reddition des troupes confédérées sans faire de concessions politiques. Le 2 mai, il décida d'offrir une prime de 100 000 $ pour l'arrestation du président confédéré Jefferson Davis alors en fuite ; ce dernier fut arrêté le 10 mai. Tout ceci donna à Johnson la réputation d'un homme qui serait dur envers le Sud, et sa popularité restait importante chez les élus républicains du Congrès,.

### Reprise des travaux du Congrès

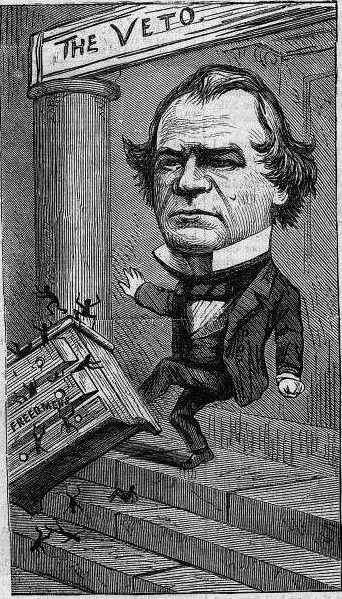
Caricature de Thomas Nast montrant Johnson se débarrassant du Bureau of Refugees.

Même si tous les républicains n'étaient pas favorables à donner le droit de vote aux Afro-Américains, l'entrée en vigueur des Black Codes et le retour au pouvoir des anciens dirigeants confédérés suscita l'indignation au sein du parti. Lorsque le Congrès reprit ses travaux en décembre 1865, les parlementaires refusèrent que les législateurs sudistes élus dans les gouvernements locaux mis en place sous Johnson puissent siéger et créèrent un comité, présidé par le sénateur républicain William P. Fessenden, pour proposer des lois appropriées pour la Reconstruction. Le Congrès était néanmoins réticent à affronter le président et commença par uniquement affiner les politiques de Johnson envers le Sud. Selon Trefousse, « s'il fut une période où Johnson aurait pu parvenir à un accord avec les modérés du parti républicain, c'était dans la période qui suivit le retour du Congrès ».
Le sénateur Lyman Trumbull de l'Illinois, le chef des républicains modérés et président du comité judiciaire, était impatient d'obtenir un compromis avec le président. Il présenta une législation au Congrès pour prolonger le mandat du Bureau of Refugees, Freedmen and Abandoned Lands (« Bureau des réfugiés, des affranchis et des terres abandonnées ») au-delà de l'année 1867 et une autre pour accorder la citoyenneté aux esclaves affranchis. Trumbull rencontra plusieurs fois Johnson et était convaincu que le président ne s'opposerait pas à ces mesures, mais Johnson refusa ces deux législations sur le principe qu'elles ne respectaient pas la souveraineté des États. De plus, les deux lois de Trumbull étaient impopulaires auprès des Sudistes blancs que Johnson espérait intégrer dans son nouveau parti. Le président mit son veto à la loi sur le Bureau of Refugees le 14 février 1866 à la grande joie des Sudistes et au désarroi indigné des législateurs républicains. Johnson considérait qu'il avait eu raison car une tentative pour outrepasser son veto échoua au Sénat le lendemain. Il pensait également que les radicaux étaient à présent isolés et battus et que les républicains modérés se rallieraient à lui ; il ne comprit pas que les modérés voulaient également que les Afro-Américains soient traités avec équité.
Le 22 février, date du Washington's Birthday, Johnson donna un discours improvisé à des partisans qui s'étaient rassemblés devant la Maison-Blanche et demandaient une déclaration en l'honneur du premier président. Dans son allocution d'une heure, il fit référence à lui-même plus de 200 fois. Plus grave, il parla « d'hommes… toujours opposés à l'Union » à qui il ne pouvait pas offrir la main de l'amitié qu'il avait tendue au Sud,. Lorsque la foule lui demanda de qui il s'agissait, Johnson cita le représentant de Pennsylvanie, Thaddeus Stevens, le sénateur du Massachusetts, Charles Sumner, et l'abolitionniste Wendell Phillips qu'il accusa d'avoir planifié son assassinat. Les républicains considérèrent qu'il s'agissait d'une déclaration de guerre tandis qu'un allié démocrate de Johnson estima que son discours coûta 200 000 voix à son parti lors des élections de mi-mandat de 1866.

## Procédure d’impeachment
Le 2 mars 1867, le Congrès adopta le Tenure of Office Act malgré le veto présidentiel en réponse aux déclarations de Johnson selon lesquelles il limogerait les membres de son Cabinet qui n'étaient pas d'accord avec lui. Cette loi qui imposait l'approbation du Sénat pour limoger un membre du Cabinet fut controversée car certains sénateurs doutaient de sa constitutionnalité et du fait de savoir si elle s'appliquait à Johnson dont les ministres clés avaient été nommés par Lincoln.
Le bien-fondé du Tenure of Office Act fut mis à l'épreuve dans le conflit qui opposa le président au secrétaire à la Guerre Edwin M. Stanton. Johnson l'admirait mais il était également exaspéré par ses actions, soutenues par le général Grant, visant à saper la politique sudiste du président. Johnson envisagea de le limoger mais respectait son rôle pendant la guerre. De son côté, Stanton s'inquiétait de son possible successeur et refusa de démissionner même si ses mauvaises relations avec le président étaient bien connues. En juin, Johnson et Stanton s'opposèrent sur la question de savoir si les officiers militaires dirigeant les districts militaires du Sud pouvaient contourner les décisions des autorités civiles. Johnson demanda au procureur général Henry Stanbery de délivrer une déclaration indiquant qu'ils n'en avaient pas le droit. Le 5 août, le président demanda la démission de Stanton qui ne voulait pas s'aligner sur la position du président mais le secrétaire refusa de la lui donner. Johnson le suspendit en attente de la prochaine réunion du Congrès comme cela était permis par le Tenure of Office Act ; Grant accepta de le remplacer temporairement tout en continuant de diriger l'armée.
Même si les républicains exprimèrent leur colère à l'égard des agissements du président, les élections de 1867 tournèrent globalement en faveur des démocrates. Aucun siège du Congrès n'avait été renouvelé mais les démocrates reprirent le contrôle de la législature de l'Ohio, empêchant la réélection d'un des principaux opposants de Johnson, le sénateur Benjamin Wade. Les électeurs dans l'Ohio, le Connecticut et le Minnesota rejetèrent des propositions visant à accorder le droit de vote aux Afro-Américains. Ces résultats défavorables mirent temporairement un terme aux appels républicains à la destitution de Johnson qui fut enthousiasmé par le résultat des élections. Néanmoins, quand le Congrès se réunit à nouveau en novembre, le comité judiciaire fut reformé et vota une résolution de destitution contre Johnson. Après de nombreux débats pour savoir si les actes du président pouvaient être qualifiés de « crimes ou délits majeurs » et donc entraîner une procédure de destitution suivant l'article II de la Constitution, la résolution fut rejetée par la Chambre des représentants le 7 décembre 1867 par 108 voix contre 57.
Johnson informa le Congrès de la suspension de Stanton et de la nomination temporaire de Grant. En janvier 1868, le Sénat annula cette action et réinstalla Stanton en affirmant que le président avait violé le Tenure of Office Act. Grant démissionna malgré l'opposition de Johnson et les relations entre les deux hommes furent irrémédiablement ternies. Johnson limogea Stanton et nomma Lorenzo Thomas à sa place. Stanton refusa de quitter son poste et le 24 février 1868, la Chambre accusa le président d'avoir intentionnellement violé le Tenure of Office Act par 128 voix contre 47 et elle rédigea onze articles d'accusation. Johnson fut ainsi le premier président américain à faire l'objet d'une procédure de destitution par le Congrès.

## Politique étrangère

### Mexique
En 1863, la France de Napoléon III était intervenue au Mexique pour y établir un gouvernement favorable à ses intérêts, en dépit des protestations des États-Unis qui considéraient cette ingérence comme une violation inacceptable de la doctrine Monroe. L'armée française installa au pouvoir l'empereur Maximilien Ier et défit les opposants mexicains conduits par Benito Juárez. Sitôt débarrassés de la menace confédérée, Johnson et Grant dépêchèrent le général Philip Sheridan et 50 000 vétérans à la frontière texano-mexicaine pour obliger Paris à céder. Dans le même temps, Johnson fournit des armes à Juárez et imposa un blocus naval. En réponse, Napoléon III informa l'administration Johnson que ses troupes se replieraient en plusieurs étapes. Le retrait fut achevé en novembre 1867 tandis que Maximilien, capturé, fut exécuté en juin de la même année.